# 山本沙羅 (女優)
山本 沙羅（やまもと さら、1994年2月16日 - ）は、日本の舞台俳優。演劇集団キャラメルボックス所属。東京都北区出身。身長170cm。A型。

## 略歴
星美学園高等学校を卒業後、日本女子大学文学部を経て就職。大学時代は、早稲田大学「劇団てあとろ50'」に所属。その後、2018年演劇集団キャラメルボックスに入団。ナッポス・ユナイテッド所属。
2019年に個人演劇企画「果報プロデュース」を立ち上げる。

## 出演

### 舞台
演劇集団キャラメルボックス
- 『ナツヤスミ語辞典』（2019年、サルサワ）
- 『サンタクロースが歌ってくれた』（2021年、ハナ）
- 『水平線の歩き方』（2022年、一宮）
- 『クロノス』(2022年、津久井亜紀)
- 『クローズ・ユア・アイズ』(2023年、森山翠子)
- 『ミスター・ムーンライト』(2024年、日高あかり)
- 『さよならノーチラス号』（2025年）[3]
- 『トルネイド 北条雷太の終わらない旅』（2025年）[3]

果報プロデュース
- 『ナイゲン』作・演出　冨坂友（2019年、文化副委員長）
- 『あゆみ』作・演出　柴幸男（2022年）

### 客演
- 『You’re A Good Man, Charlie Brown』（2020年、Sweet Arrow Theatricals）‐アンサンブル
- 『未開の議場-オンライン版-』（2020年）‐大崎舞子
- 『アレルギー2020』（2020年、feblabo）‐女
- 『かがみの孤城』（2020年、ナッポスユナイテッド） - マサムネ
- 『ゲキジョ!（演劇部ってなんで女子ばっかり!）』（2021年、成井硝子店）‐ユゲミサキ
- 『よろこびの歌』（2021年、WHO’S TERRACE×BOO WHO WOOL）‐佐々木ひかり/東条あや
- 『容疑者Xの献身』（2021年、ナッポスユナイテッド）-金子芹香
- 『1981年のグッドバイ』(2022年、成井硝子店) - 成島夏菜
- 『ぼくのメジャースプーン』(2022年、ナッポスユナイテッド) - お姉さん
- 『15 Minutes Made in本多劇場』(2023年) - ミスラくん
- 『未開の議場 2023』(2023年) - 大崎舞子
- 『a Novel 文書く show』（2024年）[4]
- 『終わらない歌』(2024年、WHO’S TERRACE×BOO WHO WOOL)-清水菜生